# Język ninggerum
Język ninggerum (a. ningerum, ninggirum, ninggrum) – język transnowogwinejski używany w Prowincji Zachodniej w Papui-Nowej Gwinei oraz w prowincji Papua w Indonezji (kabupaten Boven Digoel). Według danych serwisu Ethnologue posługuje się nim 6 tys. osób.
Jest blisko spokrewniony z językiem muyu, używanym na terenie indonezyjskiej Papui. Tworzy z nim kontinuum dialektalne i przypuszczalnie może być klasyfikowany jako wariant tego języka (podobnie jak yonggom).
Jest używany przez wszystkich członków społeczności, w różnych sferach życia. Jego użytkownicy posługują się również tok pisin, a w mniejszym zakresie hiri motu i angielskim.